# APK (fájlformátum)
Az APK (application package file) egy archívum, amit az Android Csomagkezelő segítségével telepíthetünk, a Google fejlesztette ki, jó tömörítési fokkal

## Jellemzők
Az APK fájl nem más, mint egy szabványos JAR archívum, egy tömörített fájlformátum, amely akármelyik ZIP tömörítővel vagy a Java fejlesztőkészletben található jar tömörítőprogrammal előállítható vagy kibontható. Az APK csak tartalmában különbözik egy közönséges tömörített fájltól, amennyiben a tartalom kifejezetten az Android operációs rendszer számára van előkészítve. Az APK fájl szerves tartozéka a META-INF könyvtár és az abban található MANIFEST.MF és egyéb leírófájlok; továbbá a tárolt könyvtárszerkezet és a tárolt fájlok formátuma is előre meghatározott.

## Előnyei
- Ha valaki amatőr programozó, és készít egy programot, amit meg akar osztani egy vagy több ismerősével, akkor elég ezt a fájlt megosztania velük, és nem kell kifizetnie a belépési díjat a Google Play számára, és ha nem szeretné nem kell a nagy nyilvánosság elé tárnia az alkalmazását.
- Fel lehet a segítségével telepíteni a Google Play-ről már nem letölthető alkalmazásokat is.
- Készíthetünk biztonsági mentést az androidos eszközön található programokról.

## Hátrányai
- A nem Google Play-ről feltelepített alkalmazások gyakran tartalmazhatnak vírusokat, vagy egyéb nemkívánatos kártevőket.
- Amennyiben egy fizetős alkalmazás telepítőjét töltjük le az internetről ingyen, a fejlesztő nem részesül az alkalmazás árából származó bevételekből. (Ha a telepítő nincs módosítva, és van a programban reklám, akkor a reklámból származó bevételekből részesülni fog, ha van alkalmazáson belüli vásárlás, akkor abból is.)